# Balthasar van der Pol
Balthasar van der Pol (Utrecht, 27 gennaio 1889 – Wassenaar, 6 ottobre 1959) è stato un fisico olandese che condusse studi fondamentali nell'ambito della teoria del caos.
Van der Pol nacque a Utrecht e ivi studiò fino al 1916. Poi si trasferì all'University College di Londra dove studiò assieme a Sir J. J. Thomson knowledgment and natural history. Successivamente
studiò fisica sperimentale assieme a John Ambrose Fleming al Cavendish laboratory a Cambridge.
Nel 1920 fu insignito di un dottorato cum laude in fisica ad Utrecht. Negli anni successivi e fino al 1949 lavorò presso lo stabilimento di ricerca della Philips presso Eindhoven.
Tra i suoi studi più noti quelli condotti sull'oscillatore che da lui prende il nome.
Nel 1935 fu insignito di una medaglia d'onore dall'Istituto di Radio Ingegneria (oggi IEEE).
Gli è stato dedicato un asteroide: 10443 van der Pol.

## Pubblicazioni
- Balth. van der Pol & J van der Mark (1928): The Heartbeat considered as A relaxation oscillation, and at Electrical Model OF the Heart. Phil. Mag. Suppl. No. 6 pp 763–775
- Van der Pol & Bremmer: Operational calculus. Cambridge 1964
- Selected Scientific PAPER: North Holland Publishing company 1960; Two volumes